# Коахома (окръг, Мисисипи)
Окръг Коахома (на английски: Coahoma County) е окръг в щата Мисисипи, Съединени американски щати. Площта му е 1510 km², а населението - 30 622 души (2000). Административен център е град Кларксдейл.